# Etnias de Mongolia

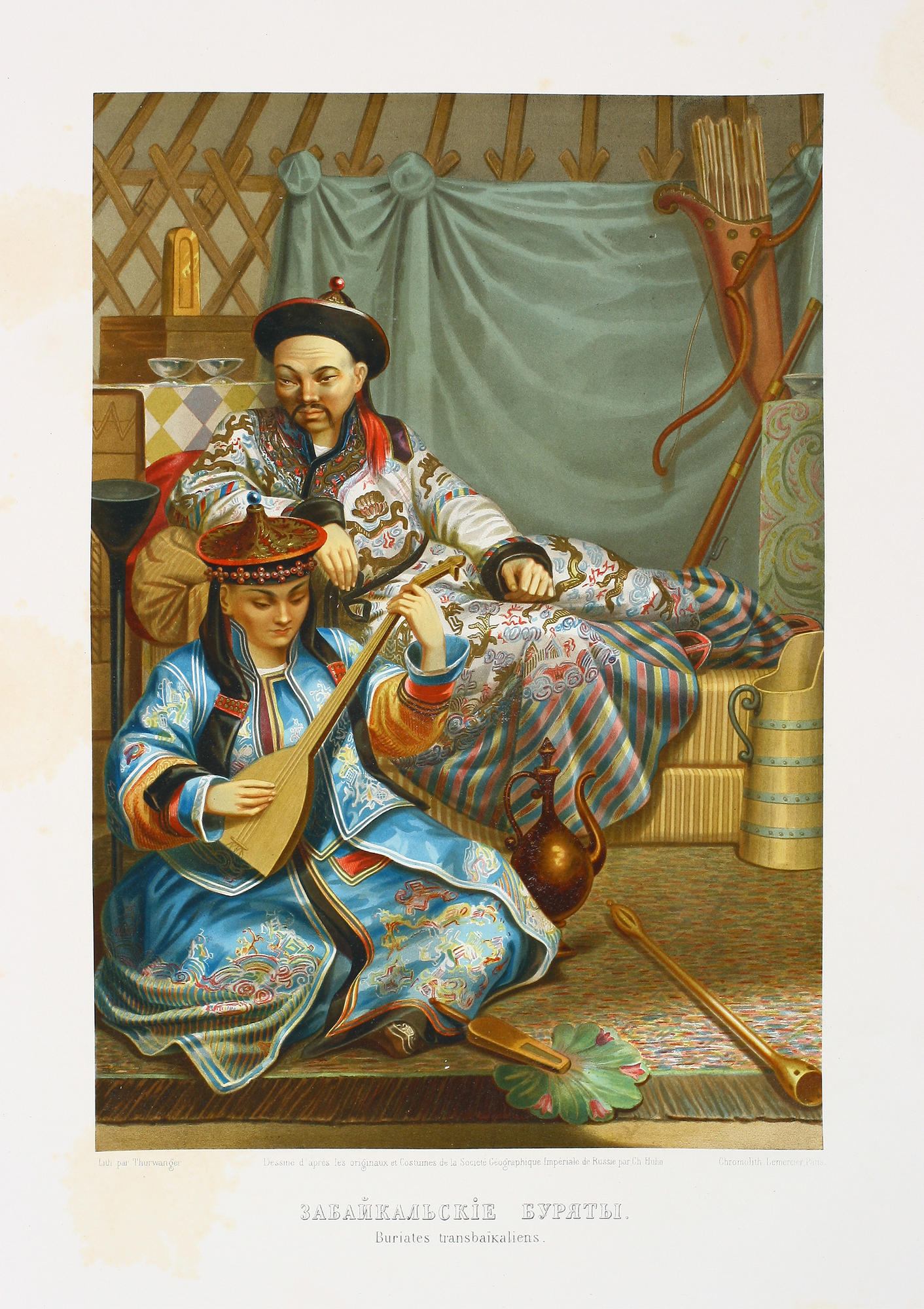
Buriatos en una pintura de 1840

La población estimada de Mongolia en 2020 era de 3.278.290 personas, con una baja densidad de población de 2 hab/km². La mayor parte de la población es de etnia jalja, que se consideran herederos de Gengis Kan, un 84,5% de la población. El resto son kazajos (3,9%), dorvod o dörbet (2,4%), bayatos (1,7%), buriatos (1,3%), zajchín (1%), y otros (5,2%).

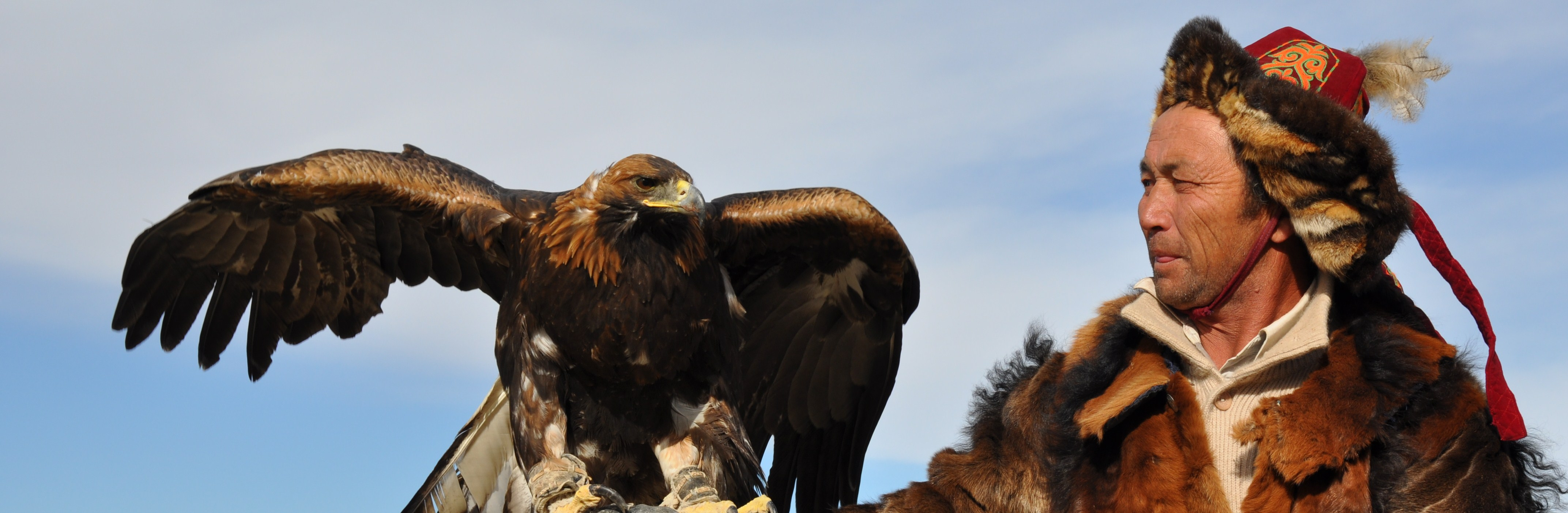
Mongol kazajo cazando con un águila

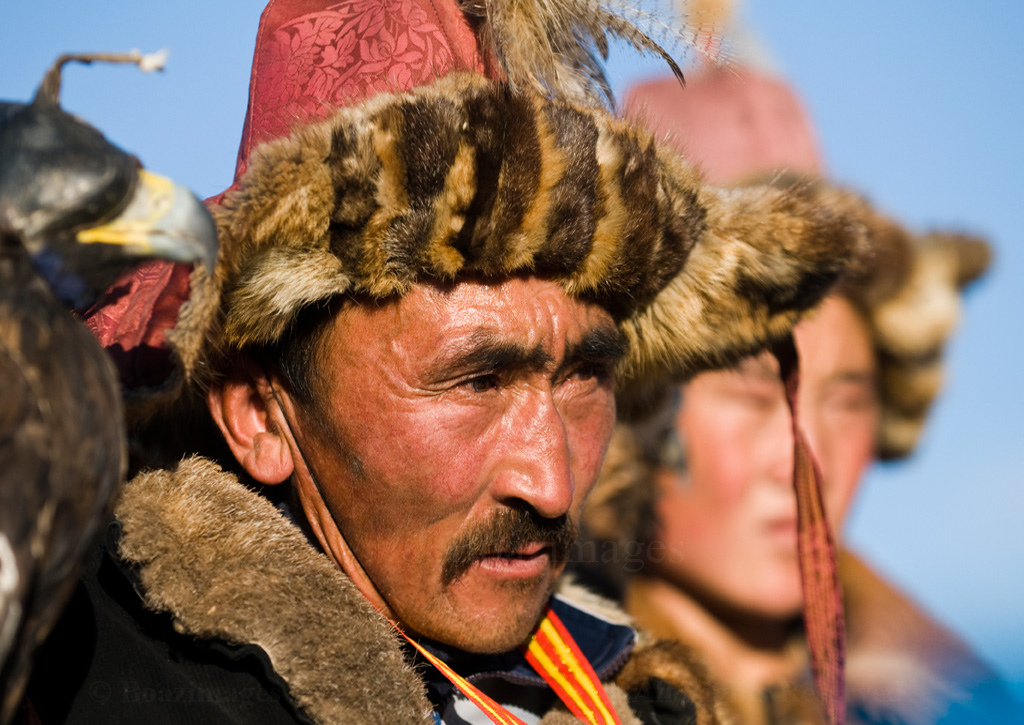
Mongoles kazajos en el oeste de Mongolia

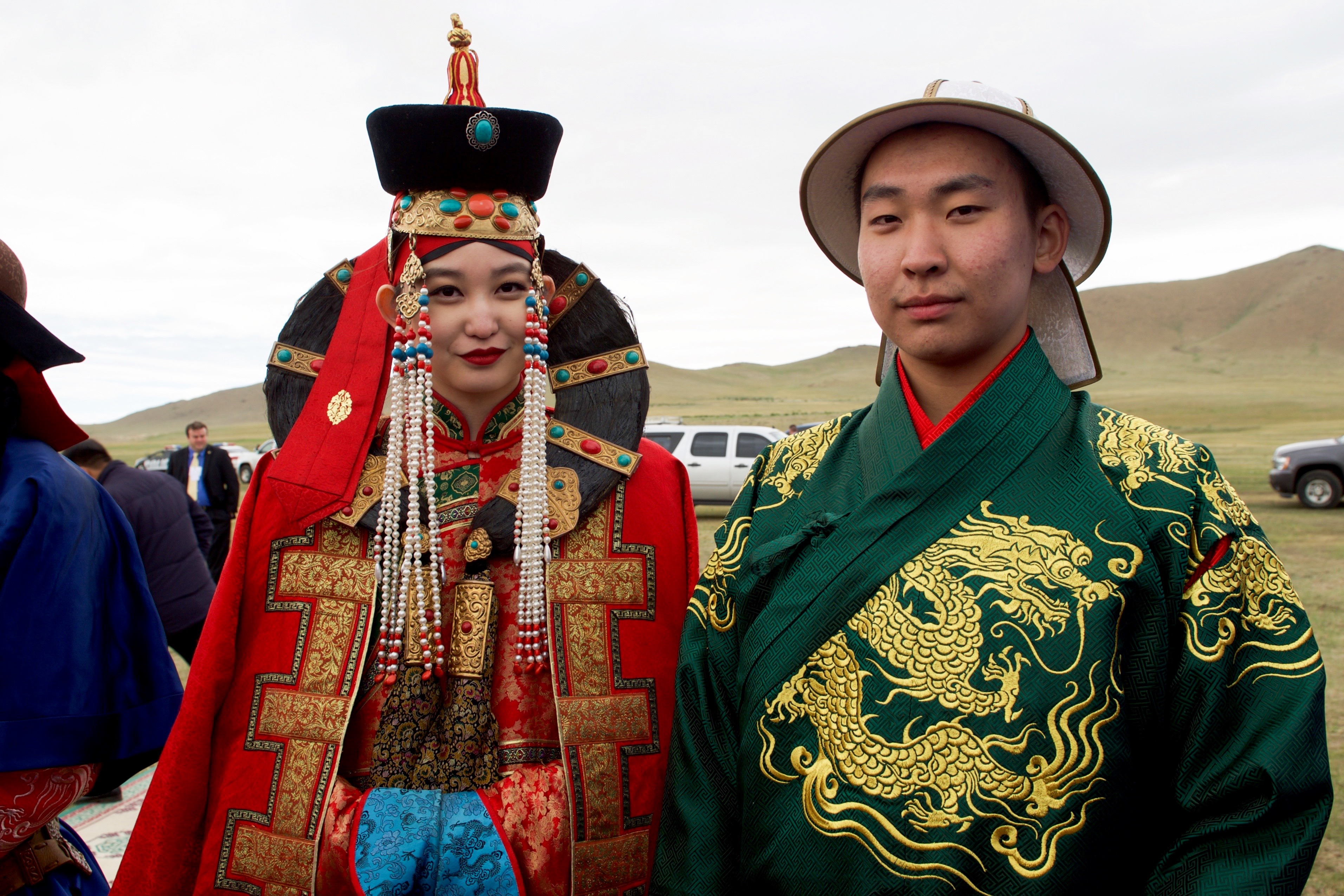
Pareja mongola vestida de forma tradicional

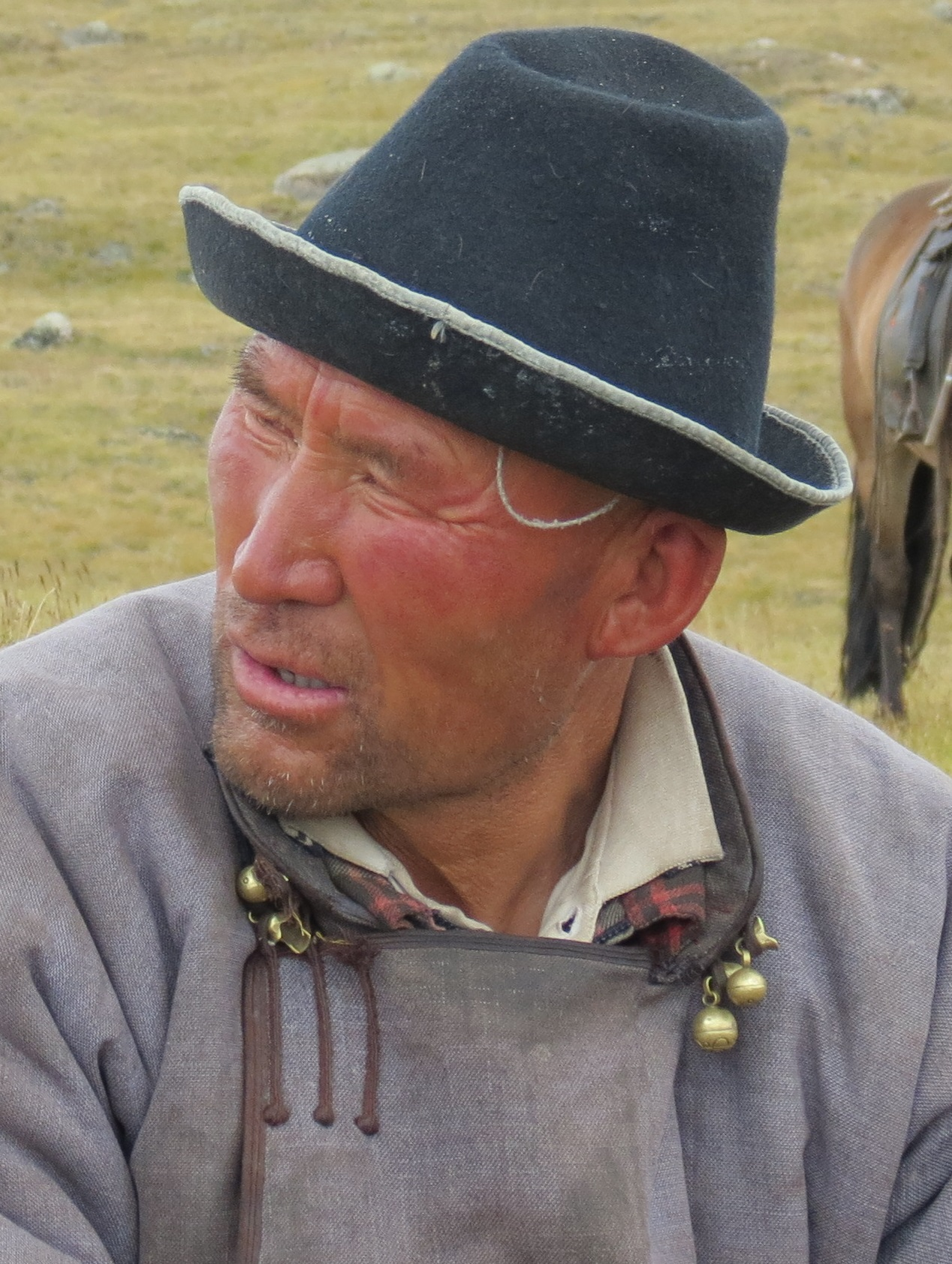
Hombre mongol

## Etnias

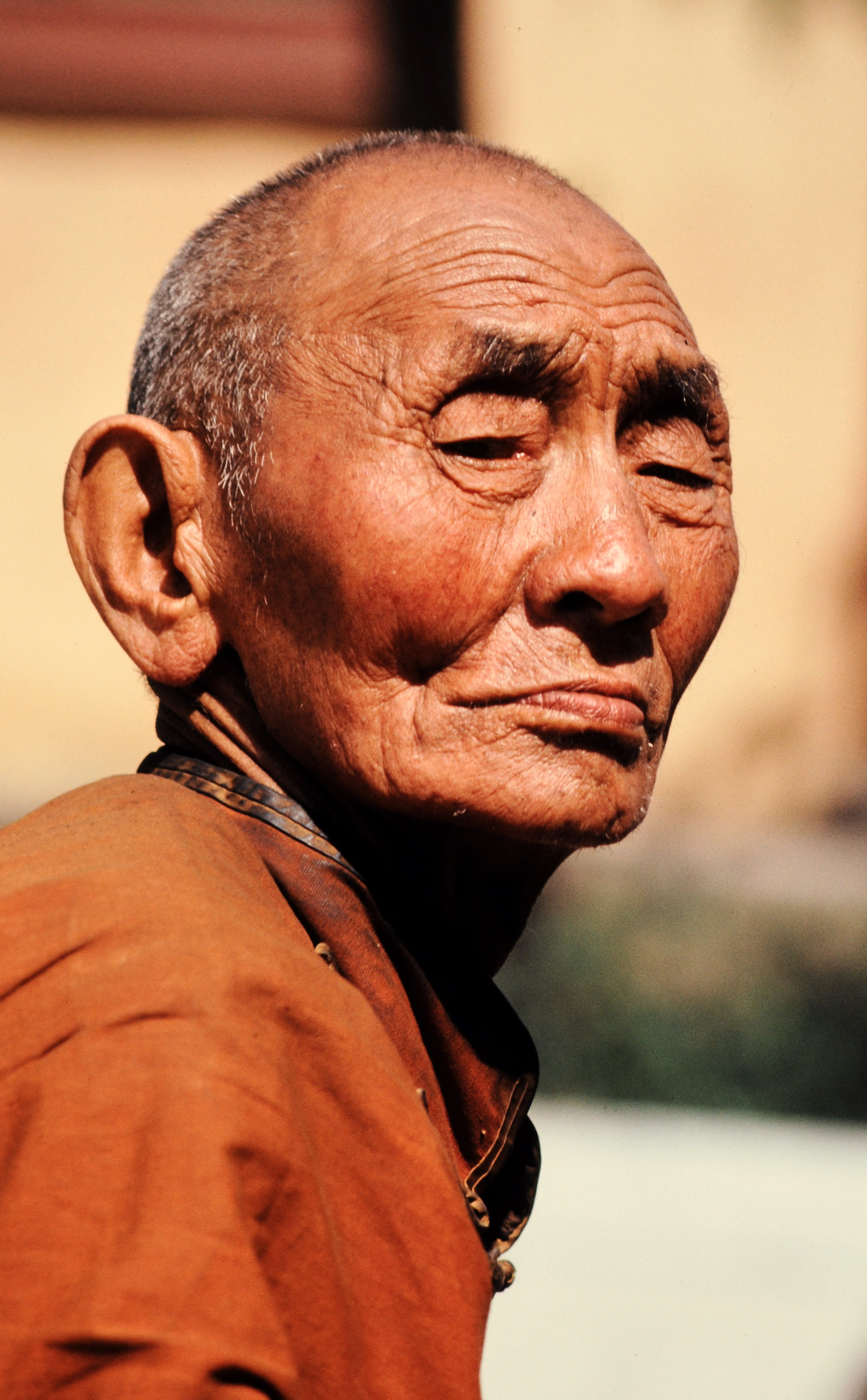
Lama en el monasterio de Gandantegchinlin, en Ulan Bator.

Los mongoles eran originalmente una de las tribus que vivían en torno al río Argún, hasta que a principios del siglo XIII, una tribu mongola encabezada por Gengis Kan unificó a todas las tribus mongolas, dando nacimiento a un nuevo grupo étnico. No solo viven en Mongolia, sino también en parte de China. El grupo mongol más numeroso son los jalja, pero hay otros 18 grupos étnicos mongoles dispersos por el país.

#### Jalja
Los jalja, como se pronunciaría en castellano, son el grupo principal de la población, más de 2,5 millones. Es el mayor subgrupo de mongoles desde el siglo XV, gobernados por el clan imperial de los Borjigin, descendiente de Gengis Kan, hasta el siglo XX, junto con los chahars y los tumed, de China, y los ordos de Mongolia, a diferencia de los oirates, gobernados por los nobles Dzungar. El dialecto jalja es la lengua principal de Mongolia. Tradicionalmente eran pastores nómadas divididos en numerosos clanes debidos a las líneas de parentesco, pero el dominio chino le restó importancia a lo clanes. La vivienda tradicional era la yurta, una tienda circular de fieltro sostenida por una celosía plegable, hasta la construcción de bloques de edificios en Ulan Bator. Se alimentan básicamente de carne, leche y otros productos animales, y beben sobre todo leche fermentada de yegua. Chamanistas hasta el siglo XVII, fecha en que se introduce el budismo, clausurado más tarde por las invasiones chinas, y renacido a partir de 1990.

#### Kajazos
Los kazajos (3,9%) son unos 114.500. Viven preferentemente en Bayan-Ölgiy (más del 80%), Hovd (11,5%), Selenge, Töv y Ulan Bator. Forman parte de un gran grupo étnico de unos 17 millones de personas que habitan la mayor parte en Kazajistán (12,3 millones), seguidos de China (1,8 millones), Uzbekistán (800.000), Rusia (650.000 y Mongolia. Proceden de sus territorios en lo que ahora es Rusia, cuando en el siglo XIX, el avance del Imperio ruso los obligó a desplazarse a los países vecinos. Hacia 1860, una parte llegó a Mongolia y se estableció en Bayan-Ölgiy, en el extremo occidental, en las montañas Altái, donde permanecieron de forma aislada durante el siglo XX. Son buenos artesanos que utilizan cuero, madera, huesos y hierro. En el baile usan un instrumento llamado dombor, de dos cuerdas. Practican la caza con águilas. La mayoría son musulmanes, aunque todavía se practica el animismo. hablan una lengua túrquica. En la actualidad, el tribalismo tradicional que era muy importante para ellos, está prohibido. Su fiesta más importante es el Nauriz, que se celebra en torno a 21 de marzo y equivale al Año Nuevo.

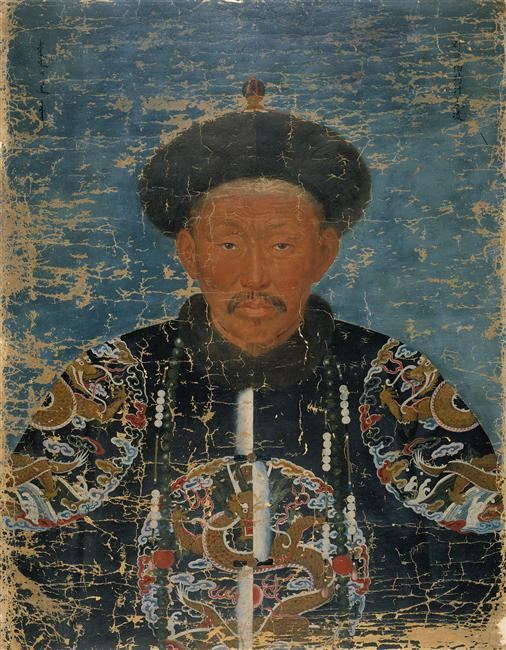
Tseren, jan dorvod del siglo XVIII

#### Bayatos
Los bayatos o bayads son unos 50.850, el 1,7% de la población de Mongolia. Bayato es el plural de bayan, que significa 'rico'. Proceden del norte del río Amarillo, donde vivían como tribu baiyun. Los bayatos fueron uno de los cinco grupos jalja del sur que tuvieron un importante papel en la formación de Mongolia en los siglos XVI-XVII. Los bayatos se forman con la unión de diez grupos distintos que actualmente viven en los distritos o soums de Tes, Zuungovi, Jiargas y Malchin, en la provincia de Uvs, con parientes en la provincia de Dornod, en la región china de Mongolia Interior y en Rusia.

#### Buriatos
Los buriatos, e1 1,3%, son entre 45.000 y 50.000 en Mongolia, Descendientes de siberianos, hay cerca de medio millón en Rusia, donde tradicionalmente vivían en torno al lago Baikal, en la República de Buriatia, de donde muchos huyeron a Mongolia Interior, en China. Los buriatos están divididos en unos 90 grupos étnicos. Hablan el idioma buriato. El 41,2% vive en la provincia de Dornod, el 32% vive en Ulan Bator y el 12,6% viven en Hentiy.

#### Oirates
Los oirates son el grupo más occidental de los mongoles cuyo hábitat ancestral se encuentra en la región de Altái de Xinjiang y el oeste de Mongolia. El ascenso de los mongoles coincide con la confederación de los Cuatro Oirates en el siglo XV: los dorvod, al oeste del lago Uvs; los torghut, en la frontera entre la provincia de Hovd y China; los zajchín en el sur de la provincia de Hovd; los uuld en el norte de la provincia de Hovd, con pequeños grupos en la de Bayan-Ölgiy; los myangad al norte del lago Jar-Us, y los bayad al este del lago Uvs. El resto son pueblos más pequeños. Este grupo incluye a las tribus que habitan en Kalmukia, una república federal rusa; a este subgrupo se le denomina pueblo calmuco. Los choros eran el clan dominante que un día gobernó los Cuatro Oirates; fundaron el kanato de Zungaria, pero en el siglo XVIII fueron derrotados y asimilados por la dinastía Ching.
- Los dorvod o dörbet son unos 70.970, el 2,4% del total de mongoles. El 48,6% de los dorvod viven en la provincia de Uvs, y otro 28.3% en Ulan Bator. Pertenecen a uno de los Cuatro Oirates principales que formaron una confederación entre los siglos XV y XVII. Procedentes de Siberia, desde el siglo XVI viven en las montañas Altái.[11]
- Los torghut o torguud son unos 14.500. Viven habitualmente en el distrito de Bulgan, en la provincia de Hovd, al oeste, en las montañas Altái. Uno de los cuatro subgrupos mayores de los oirates. hablan un dialecto de la lengua oirate. Muchos migraron a Rusia en el siglo XVI, a la zona del río Volga. Otros volvieron bajo el gobierno de los Qing en el siglo XVIII. La mayoría son budistas.[12]
- Los zajchín son un subgrupo de los oirates que vive en la provincia de Hovd. El nombre zakchkin significa 'pueblo fronterizo', porque a principios del siglo XVII formaban la guarnición fronteriza del Kanato de Zungaria, elegidos entre distintas tribus para defender el país de los manchúes en el este y sudeste. Hay unos 30.000 en Mongolia. Se dividen en unos 30 clanes. En 1756, cuando fueron derrotados por los manchúes, los supervivientes fueron trasladados a la provincia de Hovd, al oeste de Mongolia. Llevan un sombrero llamado jalban.[13] El presidente de Mongolia entre 2009 y 2017, Tsajiaguiin Elbegdorzh, era de esta etnia.
- Los joid formaban uno de los oirates junto a los baatud.
- Los baatud son muy escasos. La mayor parte desaparecieron tras la derrota del Kanato de Zungaria frente a los manchúes.
- Los uuld son unos 8700 que viven en los distritos de Ulziit, Jotont, Ugiinuur y Erdeneburen, este en la provincia de Hovd, y en Mongolia Interior, en China. Llegaron a Mongolia siguiendo a Galdan Boshgit, después de la derrota frente a los manchúes del Kanato de Zungaria.[14]

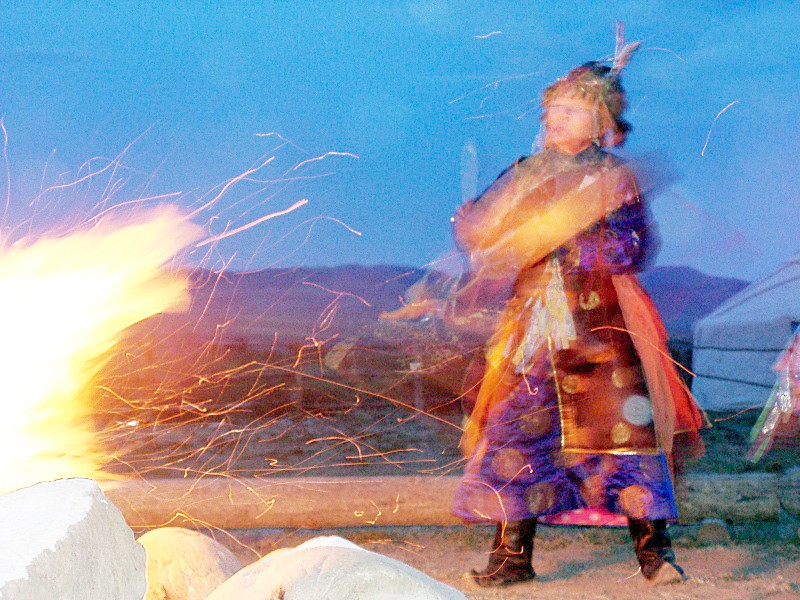
Chamán tuvano en Kyzyl, Tuvá, en 2010.

- Los myangad son unos 6000 en Mongolia, divididos en tres grupos: myangad, basigid y kirguís, y numerosas tribus. Viven en la parte alta del río Jovd, en la provincia de Hovd, cerca de la montaña sagrada de Altan Juji, al oeste de Mongolia. Su origen está en los urianjais, nombre que los mongoles aplicaban a los pueblos del bosque en el oeste, que cazaban ciervos en los montes Tagna y Soyones. Durante mucho tiempo, criaron los caballos más rápidos de Mongolia.[15]

#### Minorías
- tuvanos. Unos 25.000 en Mongolia. Hablan el idioma tuvano. Tradicionalmente eran nómadas que críaban cabras, ovejas, camellos, renos, vacas y yaks. Vivían en yurtas y estaban divididos en nueve regiones. La mayoría, unos 250.000, viven en la República de Tuvá, en Rusia. En Mongolia viven en la provincia de Ubsugul. La mayorís son los tuvanos tsengel, que viven en el distrito de Tsengel, en la provincia de Bayan-Ölgiy. Una tercera parte son budistas, y otra tercera parte son animistas que creen en los chamanes, dioses, demonios y espíritus de los antepasados. Muchos todavía son nómadas, siguen a los rebaños y viven en yurtas en las praderas. En China, se les ha introducido en la agricultura. En Rusia, la principal actividad es la minería de cobalto, carbón, oro y uranio.[16]

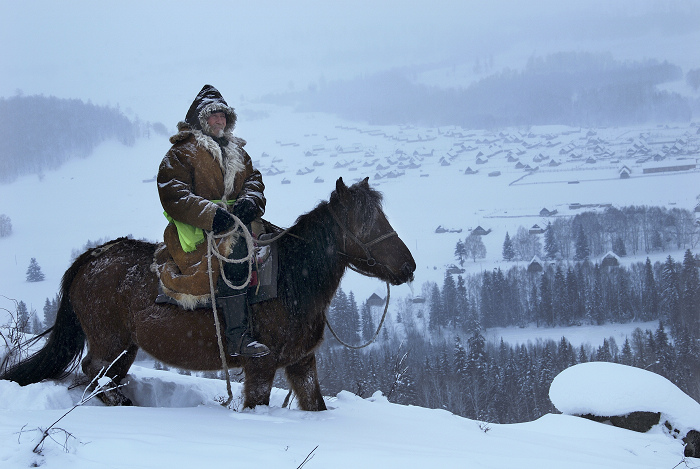
Tuvano en las montañas Altái.

- Los dariganga son unos 30.000, en la provincia de Sühbaatar, en el este-sudeste de Mongolia, en la frontera con China. Su nombre procede del ovoo de Dari y el lago Ganga. Cuando los mongoles jalja fueron derrotados por los manchúes a finales del siglo XVII, se originó el pueblo dariganga entre los tsajures (o caxur), los jaljas y los oirates para la cría de caballos. Con el tiempo, acabaron siendo considerados un grupo étnico al desarrollar una cultura propia. Hablan un idioma muy similar al kjalja. Es conocido el diseño dariganga que se manifiesta en las bridas de los caballos.[17] Más de la mitad son budistas. Una parte vive en granjas colectivas y trabaja la tierra, otros viven en bloques de tipo soviético y trabaja en la industria, la minería o el transporte.[18]

- Los tsaatan, cuyo nombre significa 'hombres reno' son poco más de 500 en Mongolia. Viven en el norte, en la provincia de Hövsgöl. Son pastores nómadas de renos de origen uigur. Tienen su propio idioma, el uigur, rituales, religiones y cultura. Su vivienda tradicional se llama ouke, y estaba formada por palos y una cubierta de piel de reno. Actualmente se hace con chapa.[19]

- Los darjad son unos 22.600 en Mongolia. Es un pueblo de bosque que vive entre los lagos Baikal y Ubsugul, en los distritos Ulaan-Uul, Renchinljumbe, Tsagaannuur y Bayanzurj de la provincia de Hövsgöl. Dan nombre al valle Darjad, donde también viven algunos tsaatan. Se consideran los descendientes de Gengis Kan.[20] Un pequeño grupo llamado duja cría renos.[21]

- Los urianjái son unos 25.000. El nombre de urianjai se aplica a los pueblos del bosques septentrionales, que incluye a los tuvanos y yakutios de habla túrquica. Los mongoles aplicaron primero el nombre a todos los pueblos del bosque y más tarde a los tuvanos que vivían en el noroeste, quedando dentro de otro grupo más amplio llamado de los mongoles darlikin (bayatos, jalais, kongirad, oljonud, subitai y urianjai) que viven en Rusia y China. En 1757, la dinastía Qing organizó la frontera norte en una serie de banners urianjais, una división territorial dividida en urianjais del lago Ubsugul, urianjáis tannu; tuvanos kemchik, salchak y tozhu, y urianjáis altái. Tras la derrota e la dinastía Yuan, la zona de urianjai se dividió en numerosas partes.[22]

- Los jotons son unos 11.600 en Mongolia en 2015. Son un grupo de origen túrquico que habita al sudoeste del lago Uvs, en los distritos de Tarialan, Naranbulag y Ulaangom en la provincia de Uvs. Son musulmanes pero están muy influenciados por el budismo. Proceden del kanato de Zungaria, durante el gobierno de Galdan Boshugtu Khan en el siglo XVII, cuando fueron trasladados a su lugar de residencia actual y se les dio el nombre de jotons.[23] hablaban una lengua túrqioca hasta el siglo XVIII, ahora hablan el dialecto dorvod del pueblo oirate.[24] Estudios genéticos demuestran que tienen un origen túrquico distinto a los demás mongoles.[25]

- Los barga son unos 2600. Viven en las provincias de Dornod, Töv, Zavhan y Sühbaatar. Proceden de la región del lago Baikal. Son mayormente nómadas, con caballos, vacas, camellos, ovejas y cabras.[26]

- Los sartuul son un clan mongol que consta de unos 2170 miembros repartidos en siete provincias, la mayoría en la provincia de Zavhan. Son los descendientes de grupos que fueron desplazados de Uzbekistán, Afganistán y Tayikistán para trabajar como artesanos durante el gobierno de los descendientes de Gengis Kan, en el siglo XII.[27][28]

- Los üzemchin son unos 2100 en Mongolia. Viven con los jalja en los distritos de Erdenetsagaan, en la provincia de Sühbaatar, y Sergelen y Bulgan, en la provincia de Dornod. El nombre viene de uzem, uva, porque se dice que vivían en una zona llena de viñas. En el siglo XVI fueron desplazados desde Mongolia interior al país de los jaljas, y en 1637, tras la derrota a manos de los manchúes fueron divididos en uzemchin orientales y occidentales. Muchos se fueron de nuevo a Mongolia Interior, pero en 1945 el gobierno de Mongolia les permitió volver a Dornod.[29]

- Los borjigin son un clan descendiente de Gengis Kan que fueron gobernantes de Mongolia Interior y Mongolia hasta el siglo XX.

## Demografía
Mongolia es uno de los países con menor densidad de población del mundo. La lengua dominante es el mongol (90%), del cual predomina el dialecto jarja. Le siguen el tártaro y el ruso. En cuanto a religiones, la mayoritaria es el budismo (53%), seguida del islam (3%), el chamanismo (2,9%), el cristianismo (2,2%) y otras 0,4%; el 38,6% no se declara practicante. La edad media es de 29,8 años, con una tasa de crecimiento del 0,99%, relativamente baja, con una fertilidad de 2 hijos por mujer. La tasa de nacimientos era de 16,6 por mil habitantes y la de defunciones de 6,3 en 2020. El 68,7% de la población vive en ciudades. La esperanza de vida es de 70,8 años, 66,6 para los hombres y 75,2 para las mujeres.